# Myopea latafaucium
Myopea latafaucium är en plattmaskart som beskrevs av Crezee 1975. Myopea latafaucium ingår i släktet Myopea och familjen Solenofilomorphidae. Inga underarter finns listade i Catalogue of Life.